# James Huneker
James Gibbons Huneker (ur. 31 stycznia 1860 w Filadelfii, zm. 9 lutego 1921 w Brooklynie) – amerykański krytyk literacki, muzyczny i artystyczny oraz pisarz i pianista. Po studiach pianistycznych m.in. w Paryżu przez kilkanaście lat uczył gry na fortepianie w National Conservatory of Music of America. Później pracował m.in. dla gazet „New York Sun” i „The Times”.
Do jego najbardziej znanych książek należą:
- „Chopin: The Man and His Music” (1900); w Polsce wydane w przekładzie Jerzego Bandrowskiego pt.  „Chopin. Człowiek i Artysta”, Wydawnictwo Polskie, Lwów/Poznań 1922
- „Overtones: A Book of Temperaments” (1904)
- „Iconoclasts: A Book of Dramatists” (1905)[1]
- „Franz Liszt” (1911)
- „Egoists: A Book of Supermen” (1909)
- „Ivory Apes and Peacocks” (1915)

Ponadto jest autorem powieści, zbiorów opowiadań i publikacji autobiograficznych. Wydane też zostały zbiory jego listów.